# عدد كمي لفي
العدد الكمي اللفي أو العدد الكمي للف الذاتي أو العدد الكمي البرمي أو عدد الكم المغزلي هو عدد يحدد نوع لف جسيم دون ذري (مثل الإلكترون) حول محوره. فقد تتخذ اتجاه عقارب الساعة أو عكس اتجاه عقارب الساعة. أو هو العدد الذي يحدد نوع اللف الذاتي للإلكترون داخل المدار. ونتيجة للف الذاتي للإلكترون حول محوره لا يحدث تنافر بين إلكترونين داخل مدار واحد في الذرة حيث ينشأ مجال مغناطيسي معاكس للمجال المغناطيسي للإلكترون الآخر ويحدث تآثر يقلل من قوة التنافر. وطبقا لمبدأ استبعاد باولي ويتخذ الإلكترونان في مثل هذا المدار قيمتين متضادتين للعدد الكمي اللفي، تلك القيمتين هما -1/2 و +1/2. أي أنه إذا شغل إلكترونان نفس مستوى طاقة في الذرة فإن أحدهما يتخذ عدد كم مغزلي +1/2، ولا بد أن يتخذ الآخرالعدد الكمي اللفي-1/2. وأحيانا تسمى تلك الحالتين +1/2 (عدد كمي لفي علوي up spin) و -1/2 (عدد كم لفي سفلي down spin) إشارة إلى اختلاف اتجاه مغناطيسيتهما. ترتبط الخاصية المغناطيسية للإلكترون بالعدد الكمي الفي. العزم المغزلي هو خاصية للإلكترون سواء كان حرا أم مرتبطا في أحد الذرات . هي صفة للجسيم نفسه .

## عدد الكم المغزلي وتوزيع الجسيمات
عدد الكم المغزلي خاصية أساسية للجسيمات الأولية سواء كانت في حالة ترابط أو حرة. وهي لا تُفقد وتتبع قانون انحفاظ العزم المغزلي. البروتون والنيوترون والميزون والنيوترينو والبوزون كل هذه الجسيمات لها عدد كم مغزلي -1/2 أو +1/2. أما الفوتون والموجات الكهرومغناطيسية مثل أشعة غاما والأشعة السينية، فعزمها الكمي المغزلى يساوي 0. و أثبتت التجارب التي أجريت خلال الأعوام 1979 - 1991 بأن الجلوون الذي يربط الكواركات في جسيمات مثل البروتون والنيوترون وغيرها له عزم مغزلي = 1.
ويلعب عدد الكم المغزلي دورا أساسيا في كيفية توزيع الجسيمات الأولية في نظام منها :
- الجسيمات الأولية ذات العزم المغزلي -1/2 أو +1/2 تتبع إحصاء فيرمي-ديراك،

وطبقا له فإذا شغل إلكترونان مستوى طاقة واحد في الذرة فإن أحدهما يتخذ اتجاه مغناطيسيته إلى أعلى والآخر يتخد اتجاه مغناطيسيته إلى أسفل.
- الجسيمات الأولية والموجات الكهرومغناطيسية ذات العزم المغزلي 0 أو 1 تتبع إحصاء بوز-اينشتاين. ويمكن لهذه أن يشغل عدد من الجسيمات نفس مستوى الطاقة.
- الهيليوم-4 له عزم مغزلي 0 أو 1 ويتبع بذلك إحصاء بوز-اينشتاين (محصلة العزم المغزلي تتكون من العزم المغزلي للنواة، أي بروتونان ذوي عدد كم مغزلي -1/2 و +1/2 ومحصلتهما تساوي 0 + نيوترونان ذوي عزم مغزلي -1/2 و +1/2 ومحصلتهما تساوي 0 + إلكترونين في الغلاف الذري ذوي عدد كم مغزلي -1/2 و +1/2 ومحصلتهما تساو صفر، ويتكون المحصلة الكلية لذرة الهيليوم تساوي 0، وبالتالي تتبع في توزيعها إحصاء بوز-أينشتاين.
- الهيليوم-3 له عزم مغزلي -1/2 أو +1/2 ويتبع بذلك إحصاء فيرمي-ديراك (التفسير:تتكون نواة الهيليوم-3 من من بروتونين لهما عدد كم مغزلي -1/2 و +1/2 ومحصلتهما تساوي 0 + نيترون واحد عدده المغزلي وليكن -1/2 + إلكترونين ذوي عدد كم مغزلي -1/2 و +1/2 ومحصلتهما تساوي 0، فتكون محصلة العزوم المغزلية تساوي -1/2، وبالتالي تسلك ذرات الهيليوم في توزيعها مسلك إحصاء فيرمي-ديراك).

يمكن تشبيه توزيع فيرمي ديراك بعربة المترو ذات مقاعد ثنائية مواجهة لبعضها البعض، يجلس عليها جميعا ركاب يواجه كل منهم الآخر (الحالة هنا منظمة ولا توجد هرجلة وكل شخص جالس يواجهه شخص آخر). أما في توزيع بوز-أينشتاين فمثله مثال عربة مترو من دون مقاعد يركبها الركاب واقفون، وكل منهم يقف كما يحلو له، ليس هناك قيود على الترتيب ولا نظام). وطبقا لهذين التوزيعين تسلك المادة في خصائصها، خصوصا على المستوى الصغري الكمومي.[بحاجة لمصدر]

## لف مغزلي الإلكترون
بدأت محاولات فهم حركة الإلكترونات في الغلاف الذري عن طريق حل معادلة شرودنجر بالنسبة
لأبسط الذرات وهي ذرة الهيدروجين. وتحتوي ذرة الهيدروجين على نواة موجبة الشحنة ممثلة في البروتون ويدور حولها 1 إلكترون في مدارات تسمي الأغلفة الذرية. وقد نجحت معادلة شرودنجر في حل تلك المسألة وهي مبنية على ميكانيكا الكم ونجحت في تفسير كثير من ظواهر التحليل الطيفي للعناصر وتفسير خطوط طيف الهيدروجين.
وبينت حلول معادلة شرودنجر أن كل حالة من حالات طاقة الإلكترون في الذرة تحتاج لوصفها ثلاثة أعداد كمومية "quantum numbers" وهي nو l, وm.
وقد سميت تلك الأعداد الكمومية كالآتي :
- عدد الغلاف n ويسمى عدد كم رئيسي،
- عدد المدار l ويسمي عدد كم مداري،
- عدد مسقط المدار m ويسمى عدد كم مغناطيسي. وتأتي تسمية مسقط المدار من التصور الكلاسيكي أن جسيم مشحون يدور في دائرة حول نقطة معينة يكون له عزم مغناطيسي أيضا.

ويبدأ عد الأغلفة في ذرة بالرقم 1 ويزداد دائما كعدد صحيح. وكل غلاف رقمه n يحتوي على عدد من المدارات قدرها n². وكل مدار مميز بعدده l، حيث يمكن أن تأخذ l الأعداد من 0 إلى n-1، وعدد مسقط المدار m لها، ويمكن أن تتخذ m الأعداد من +l إلى -l.
حتى ذلك الوقت (في العشرينيات من القرن الماضي) كان اللف المغزلي للإلكترون ليس معروفا. إلا أنه وجد في أطياف ذرات أخرى مثل الهيليوم التي تحتوي على إلكترونين في غلافها، وجد أن خطوط طيفها يتكون كل منها من خطين متجاورين، وأعزي ذلك إلى أن أحد الإلكترونات له عدد كم مغزلي -1/2 والآخر +1/2. ثم استطاع الفيزيائيون بمساعدة معادلة شرودنجر وإجراء بعض التعديلات عليها تفسير تلك الظاهرة وكذلك بتطبيقها على أنظمة ذرية أخرى أكثر تعقيدا عن الهيدروجين والهيليوم، تحتوي تلك الأنظمة على أعداد كثيرة من الإلكترونات.

## العزم المغزلي وأطياف العناصر
تعين أطياف العناصر الطاقة التي يمتصها الإلكترون في الذرة أو يُصدرها، وهو يفعل ذلك حينما يقفز من
مستوى طاقة إلى آخر، حيث يتسم كل مستوى للطاقة بثلاثة قيم nو l, وm. وتوجد قاعدة تسمى «قاعدة الانتقال» Transition rule تحدد القفزات المسموح بها للإلكترون. وبصفة عامة فإن الانتقال من مستوى إلى مستوى آخر يمكن حدوثه عندما تتغير الثلاثة أعداد المميزة لهما. ذلك لأن الانتقال يكون مقترنا بإصدار أو امتصاص شعاع كهرومغناطيسي.
وقد تبين عند ابتكار ميكانيكا الكم خلال العشرينيات من القرن الماضي أن طيف عنصر لا يمكن تفسيرة بالثلاثة أعداد nو l, وm وحدهم عندما يتعرض العنصر إلى مجال مغناطيسي خارجي (اقرأ تأثير زيمان). ولحل تلك المسألة فكر كل من جورج أوهلنبيك وصمويل جودسميت وهما من تلاميذ باول إهرنفست، وفي نفس الوقت وبمفردهم فكر في ذلك رالف كرونيج وألفريد لاندي عام 1925 في أن يكون للإلكترون دوران مغزلي ينشأ عنه بالتالي عزم دوران يضاف إلى الدوران المداري للإكترون (والمتميز بالعددين الكموميين l وm.
ومُيز عدد الكم المغزلي للإلكترون بالرمز s = 1/2. وهو مماثل لعزم المدار الكمومي L، وبذلك يمكن الحصول على صيغة للعزم المغزلي الكلي :
{\displaystyle \mathbf {S} =\hbar {\sqrt {{\frac {1}{2}}\left({\frac {1}{2}}+1\right)}}={\frac {\sqrt {3}}{2}}\hbar }
حيث:
{\displaystyle \hbar } ثابت بلانك المخفض.
ويظهر طيف البناء الدقيق للهيدروجين على هيئة خطين يمثلان حالتين ممكنتين لمتجه عزم الدوران، حيث ينطبق على الاتجاه z :
{\displaystyle \mathbf {S_{z}} =\pm {\frac {1}{2}}\hbar }
حيث يمكن للعزم المغزلي للإلكترون اتخاذ اتجاهين فقط - يسمى أحدهما أحيانا علويا spin-up والآخر سفليا spin-down.

إلى اليمين :انشقاق المستوي S1/2 إلى مستويين أحدهما (+ S1/2) والآخر (- S1/2)عند تعرض الذرة لمجال مغناطيسي خارجي، بسبب التآثر بينه وبين العزم المغزلي المغناطيسي للإلكترونين.

ولف الإلكترون المغزلي (حول محوره) ينشأ عنه من وجهة نظر الميكانيكا التقليدية (الكاسيكية) عزم مغناطيسي وبهذا نحتاج إلى عدد كمومي رابع لوصف حالة الإلكترون في الذرة بالكامل. ويعطى العزم المغزلي المغناطيسي للإلكترون بالمعادلة :
{\displaystyle \mathbf {\mu _{s}} =-{\frac {e}{2m}}gS}
حيث:
e شحنة الإلكترون
g معامل لاندي
وبالمعادلة :
{\displaystyle \mathbf {\mu _{z}} =\pm {\frac {1}{2}}g{\mu _{B}}}
حيث:
g معامل لاندي
{\displaystyle \mu _{B}} مغنطون بور.
وعندما يكون عدد الإلكترونات في الذرة عددا ازدواجيا فإن أحد الإلكتروني يتخد اتجاه عزمه المغزلي في المدار أحد الاتجاهات والإلكترون الآخر يكون بعكس الاتجاه. ولكن كثير من العناصر يكون له عدد فردي من الإلكترونات، فيقال عن تلك الأنظمة بأناه تحتوي على عدد فردي من الإلكترونات ويمكن مشاهدتها عن طريق رنين العزم المغزلي للإلكترون electron spin resonance.